# Hampstead (Québec)
Hampstead ist eine Stadt im Südwesten der kanadischen Provinz Québec. Sie liegt auf der Île de Montréal und bildet eine Enklave innerhalb von Montreal. Die Stadt hat eine Fläche von 1,80 km² und zählt 6973 Einwohner (Stand: 2016).

## Geographie
Hampstead liegt im zentralen Teil der Île de Montréal. Die Gemeinde ist auf drei Seiten vom Gebiet der Stadt Montreal umschlossen, und zwar vom Stadtbezirk Côte-des-Neiges–Notre-Dame-de-Grâce. Im Süden besteht eine kurze Grenze zu Côte-Saint-Luc. Das Stadtzentrum von Montreal ist rund acht Kilometer entfernt.

## Geschichte
Gegründet wurde Hampstead im Jahr 1914, als Abspaltung von Côte-Saint-Luc. Von Anfang an als Gartenstadt geplant, entwickelte sich die Gemeinde zu einem noblen Vorort Montreals mit hauptsächlich englischsprachiger, protestantischer Bevölkerung. Als Modell diente der Stadtteil Hampstead in London. Die Eröffnung eines Golfplatzes und einer Buslinie führten ab den 1930er Jahren zu einem starken Wachstum. Nach dem Zweiten Weltkrieg ließen sich zahlreiche jüdische Einwanderer aus Osteuropa nieder, so dass heute fast drei Viertel der Bevölkerung jüdischen Glaubens sind. Hampstead gehört zu den Gemeinden mit dem höchsten jüdischen Bevölkerungsanteil außerhalb Israels. 1970 waren die letzten verfügbaren Landreserven überbaut.
Am 1. Januar 2002 wurden 27 Gemeinden auf der Insel mit Montreal fusioniert. Besonders in Gemeinden mit einem hohen Anteil an Englischsprachigen regte sich Widerstand, da diese Maßnahme von der Provinzregierung der separatistischen Parti Québécois angeordnet worden war. Ab 2003 stellte die Parti libéral du Québec die Regierung und versprach, die Gemeindefusionen rückgängig zu machen. Am 20. Juli 2004 fanden in 22 ehemaligen Gemeinden Referenden statt. In Hampstead sprachen sich 90,4 % der Wahlbeteiligten für die Trennung aus. Die Gemeinde wurde am 1. Januar 2006 neu gegründet, musste aber zahlreiche Kompetenzen an den Gemeindeverband abtreten.

## Bevölkerung
Gemäß der Volkszählung 2011 zählte Hampstead 7.153 Einwohner, was einer Bevölkerungsdichte von 3996,1 Einw./km² entspricht. 59,6 % der Bevölkerung gaben Englisch als Hauptsprache an, der Anteil des Französischen betrug 18,3 %. Als zweisprachig (Französisch und Englisch) bezeichneten sich 0,9 %, auf andere Sprachen und Mehrfachantworten entfielen 21,2 %. Zu den bedeutendsten nichtoffiziellen Hauptsprachen gehörten Hebräisch (2,7 %) sowie Jiddisch, Russisch, Rumänisch und Spanisch (je 1,5 %). Ausschließlich Englisch sprachen 19,9 %, ausschließlich Französisch 4,3 %. Im Jahr 2001 waren 74,2 % der Bevölkerung jüdisch, 10,9 % römisch-katholisch, 4,2 % protestantisch, 4,0 % orthodox und 4,3 % konfessionslos.

## Verkehr
Die zwei Hauptverkehrsadern der Stadt sind die Fleet Road und die Queen Mary Road. Beide führen zur Autoroute 15, die nahe dem nördlichen Stadtrand verläuft. Hampstead wird durch mehrere Buslinien der Société de transport de Montréal erschlossen.